# Bayerischer Straßenmarkt

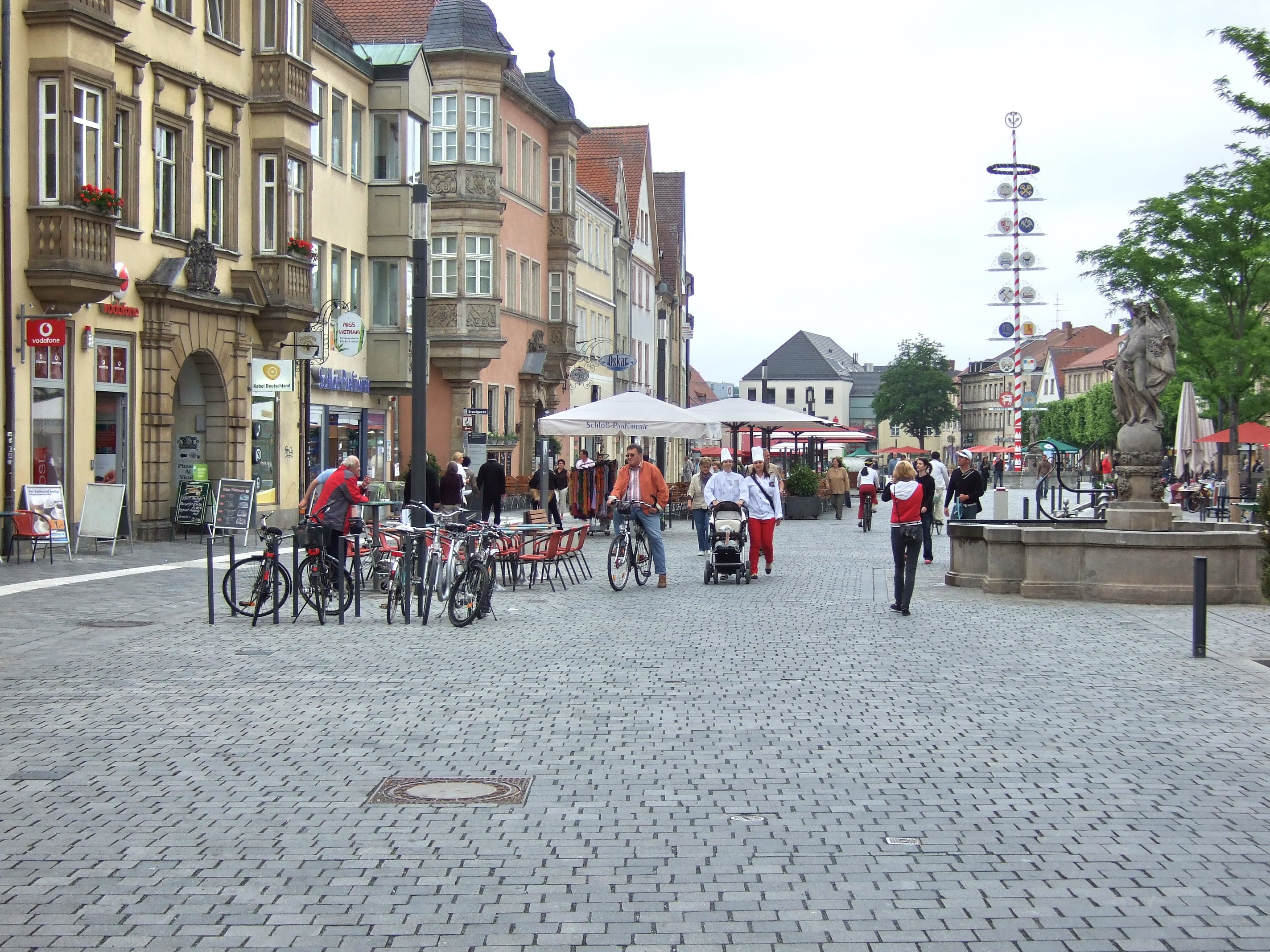
Bayerischer Straßenmarkt Maximilianstraße in Bayreuth

Bayerischer Straßenmarkt bezeichnet langgezogene, platzartige Anlagen in süddeutschen Städten. Er ist das Zentrum vieler bayerischer Städte, insbesondere der im 13. Jahrhundert gegründeten, und typisch für meranische Siedlungen.
Der Bayreuther Marktplatz (Maximilianstraße) gehört zu den größten Vertretern des Bayerischen Straßenmarkts. Mit ca. 330 m Länge und  45 m maximaler Breite stellt er die Hauptachse der historischen Innenstadt dar.
Weitere Bayerische Straßenmärkte existieren unter anderem in
- Dietfurt an der Altmühl[5]
- Geiselhöring[6]
- Kulmbach (Obere Stadt)[7]
- Landshut[8]
- Langquaid[9]
- Marktschorgast[10]
- Pfaffenhofen an der Ilm (Hauptplatz): 300 m lang, 40 m breit[11]
- Regensburg (Stadtamhofer Hauptstraße)[12]
- Straubing (Stadtplatz)[13]